# Helina fasciata
Helina fasciata är en tvåvingeart som först beskrevs av Jaennicke 1867.  Helina fasciata ingår i släktet Helina och familjen husflugor. Inga underarter finns listade i Catalogue of Life.